# Oreca 07
Oreca 07 – prototyp kategorii Le Mans Prototype 2 (LMP2) stworzony przez firmę Oreca zgodnie z regulacjami LMP2 2017. Samochód zadebiutował w wyścigu 24 Hours of Daytona 2017. Oreca 07 jest obecnie najczęściej wybieranym prototypem przez zespoły LMP2 w wyścigach długodystansowych. W sezonie 2021 korzystały z niego wszystkie zespoły w European Le Mans Series, natomiast w FIA World Endurance Championship i IMSA SportsCar Championship większość zespołów.

## Rozwój
Oreca 07 jest rozwinięciem swojego poprzednika - prototypu Oreca 05. Poprzednik został stworzony z myślą o przystosowaniu go do nowych przepisów LMP2, które weszły w życie w 2017 roku. Model 07 korzysta z monokoku oraz części komponentów mechanicznych z modelu 05. Obszar różniący się znacznie od poprzednika to przednia struktura zderzeniowa. Zespołom posiadającym model 05 Oreca oferowała możliwość dostosowania ich samochodów do modelu 07.
Pierwsza jazda próbna Oreki 07 odbyła się 26 października 2016 roku na torze Paul Ricard.

## Alpine A470

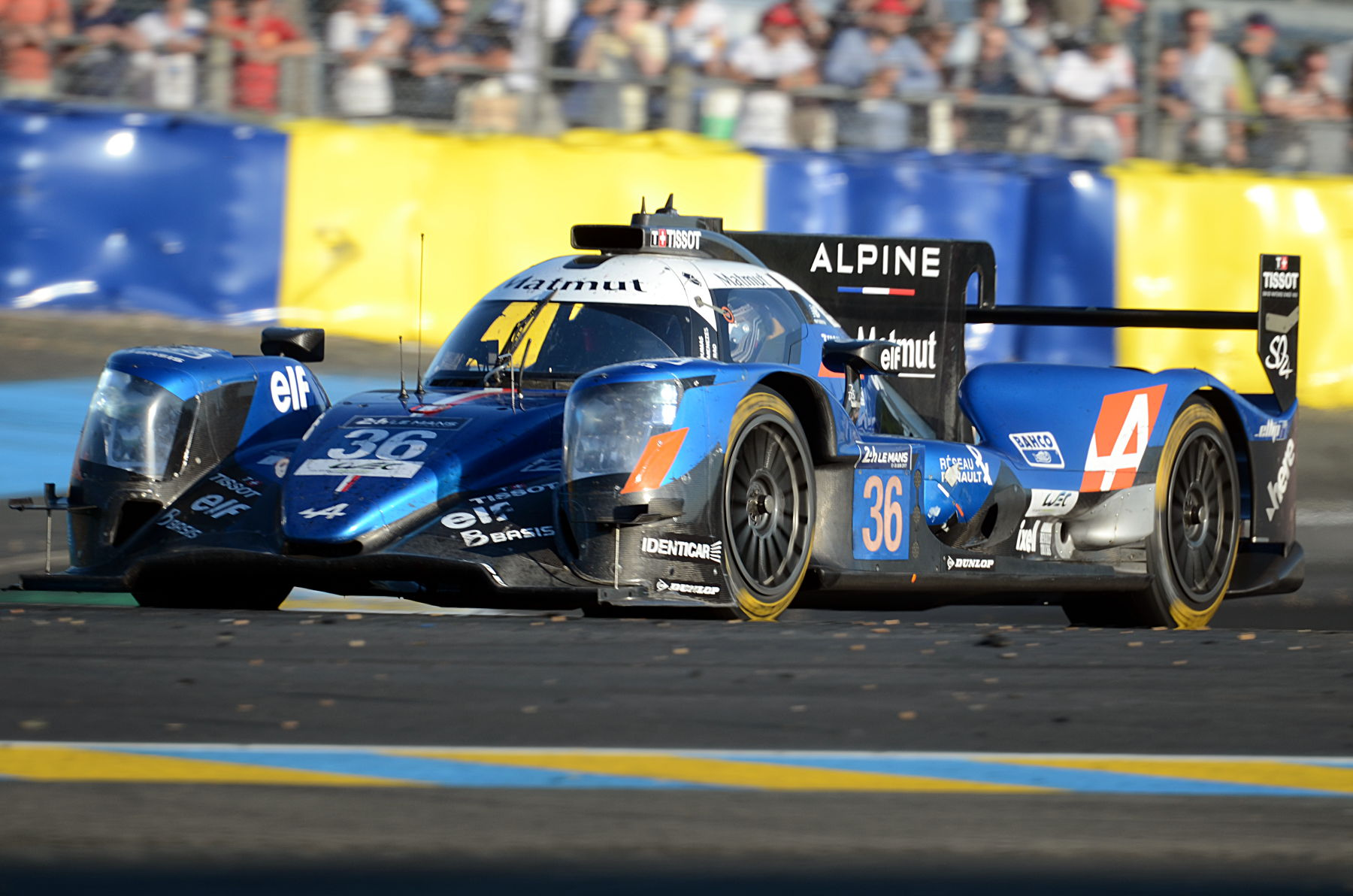
Alpine A470 zespołu Team Signatech Alpine Matmut

28 marca 2017 roku francuski producent samochodów Alpine i zespół Signatech ogłosili program wyścigowy w FIA World Endurance Championship z samochodem Alpine A470. Pod względem technicznym Alpine A470 to Oreca 07 z innym brandowaniem.

## Aurus 01

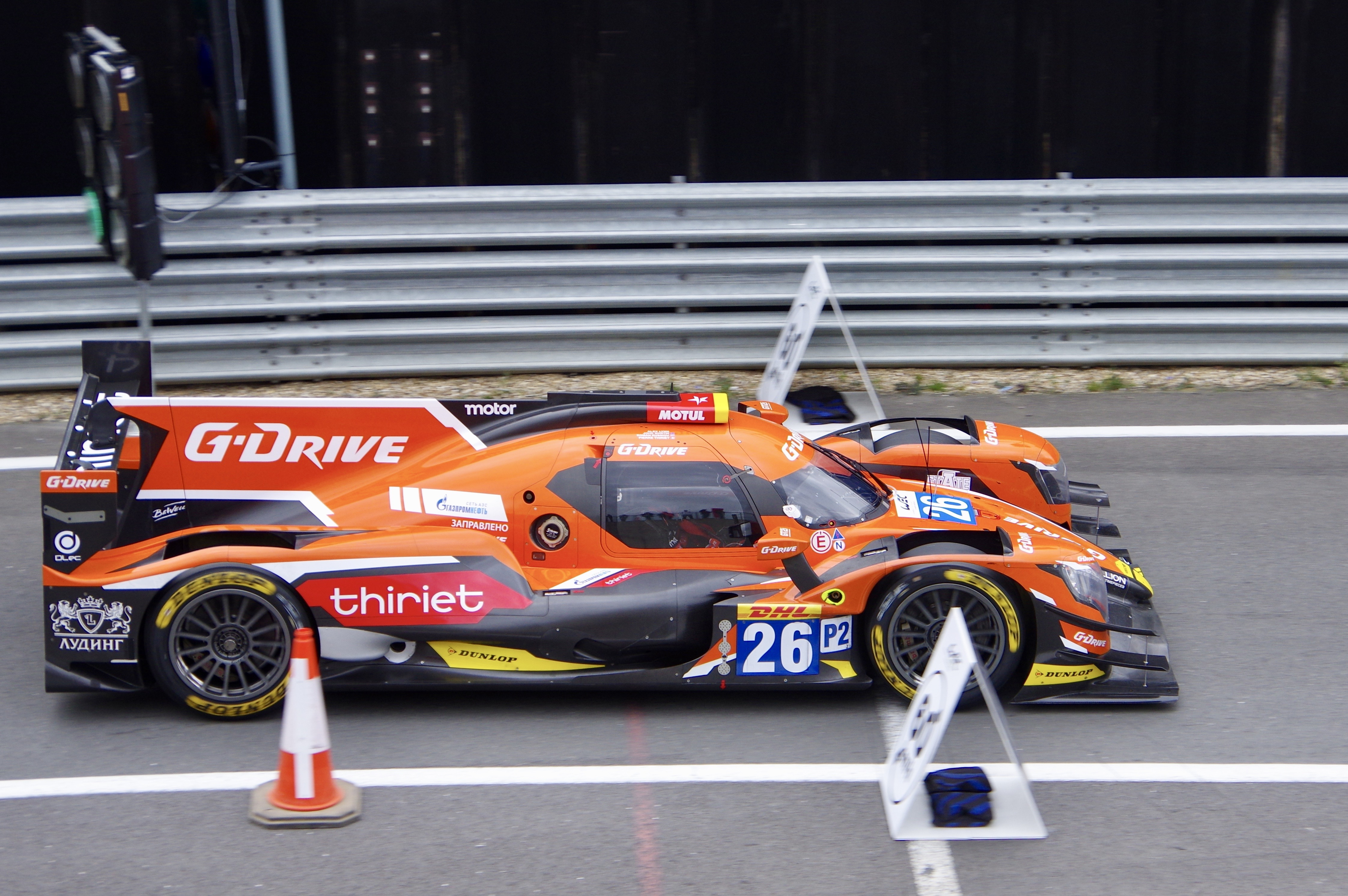
Aurus 01 zespołu G-Drive Racing

Zespół G-Drive Racing ogłosił 2 kwietnia 2019 roku start w sezonie European Le Mans Series w kategorii LMP2 z samochodem Aurus 01. Tak jak w przypadku Alpine A470, pod względem technicznym jest to identyczny samochód jak Oreca 07, z tą różnicą, że na samochodzie występuje branding rosyjskiej marki aut luksusowych Aurus.

## Acura ARX-05

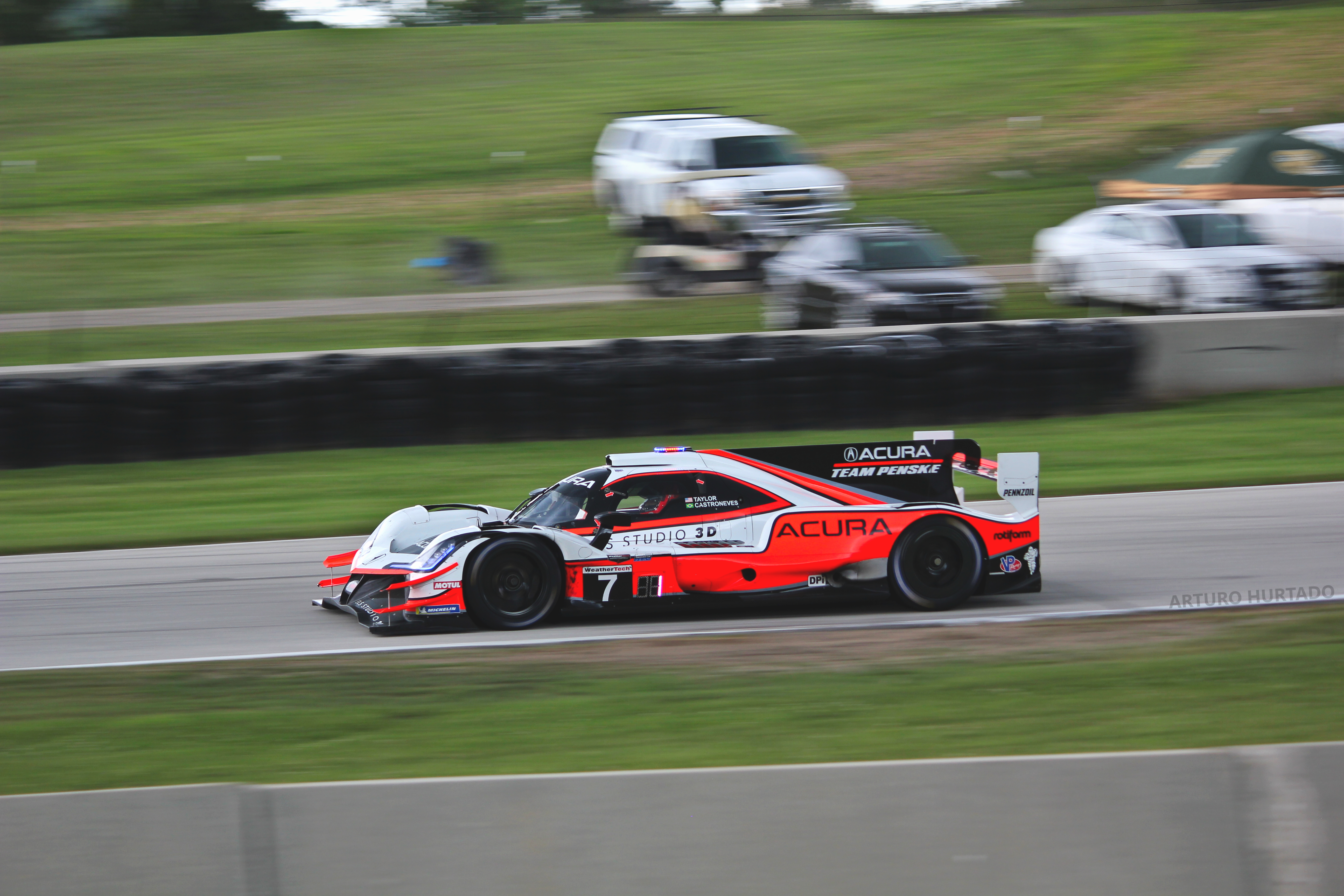
Acura ARX-05 zespołu Acura Team Penske

Honda Performance Development we współpracy z Oreką stworzyła prototyp Acura ARX-05 na bazie Oreki 07 LMP2, który rywalizuje w klasie Daytona Prototype international (DPi) w IMSA SportsCar Championship. Oprócz zmian w pakiecie aerodynamicznym Acura ARX-05 korzysta z silnika Acura 3.5L V6 z podwójnym turbo.

## Rebellion R13

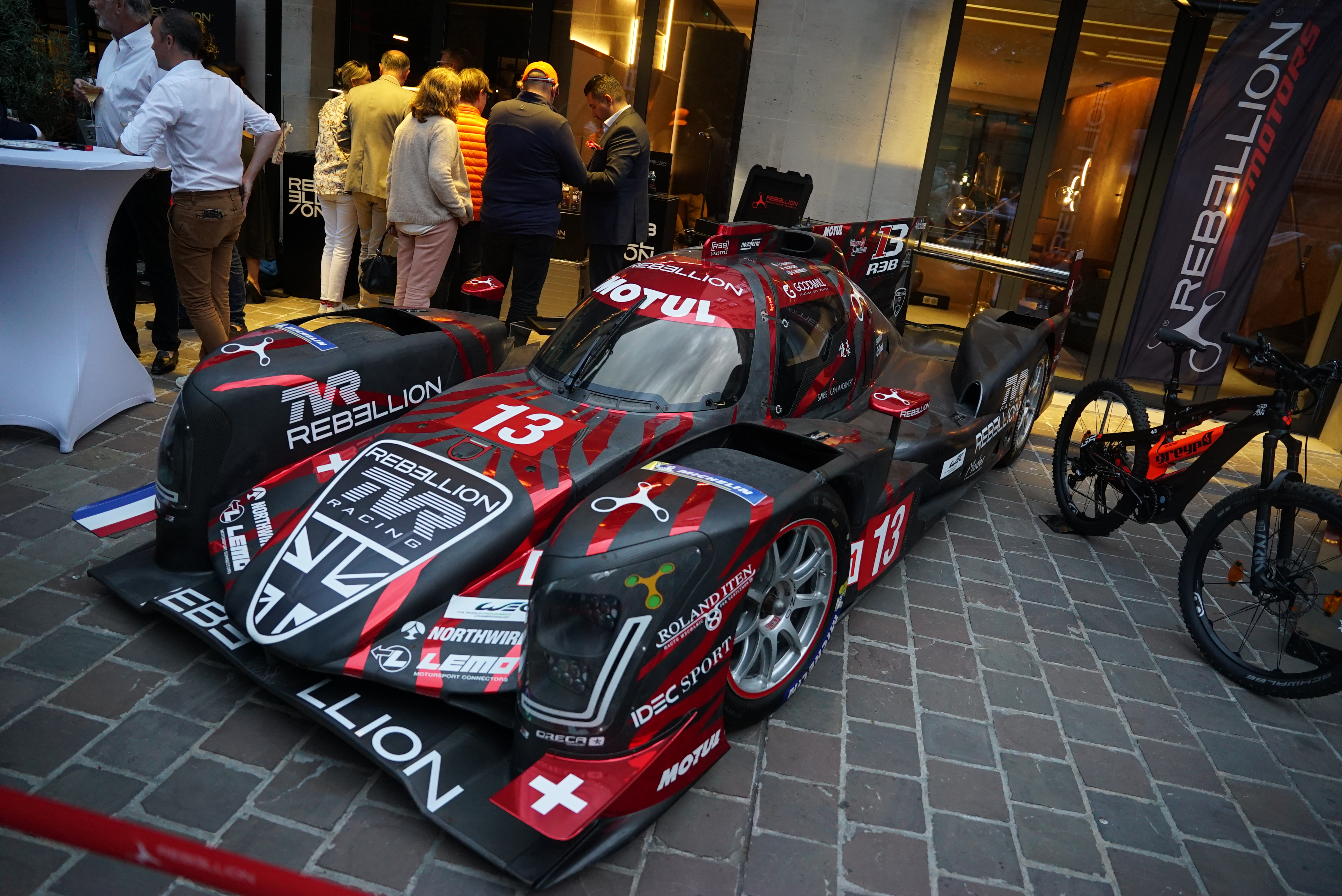
Prototyp LMP1 Rebellion R13

Na zlecenie zespołu Rebellion Racing firma Oreca stworzyła prototyp klasy Le Mans Prototype 1 (LMP1) Rebellion R13 wykorzystując Orekę 07 jako podstawę.

## Wyniki
Najlepsze wyniki zespołów korzystających z prototypu Oreca 07 w różnych mistrzostwach:

### FIA World Endurance Championship
| Sezon     | Nr | Zespół                  | Klasa | Kierowcy                                                                                  | 1      | 2     | 3     | 4     | 5     | 6     | 7     | 8     | 9     | Pozycja | Punkty |
| --------- | -- | ----------------------- | ----- | ----------------------------------------------------------------------------------------- | ------ | ----- | ----- | ----- | ----- | ----- | ----- | ----- | ----- | ------- | ------ |
| 2017      | 31 | Vaillante Rebellion     | LMP2  | Bruno Senna wszystkie Julien Canal wszystkie Nicolas Prost 1–3, 5–9 Filipe Albuquerque 4  | SIL 2  | SPA 2 | LMS 6 | NÜR 2 | MEX 1 | COA 3 | FUJ 1 | SHA 1 | BHR 1 | 1       | 186    |
| 2018/2019 | 36 | Signatech Alpine Matmut | LMP2  | Nicolas Lapierre André Negrão Pierre Thiriet                                              | SPA 2  | LMS 1 | SIL 3 | FUJ 3 | SHA 3 | SEB 2 | SPA 2 | LMS 1 |       | 1       | 181    |
| 2019/2020 | 22 | United Autosports       | LMP2  | Filipe Albuquerque wszystkie Philip Hanson wszystkie Paul di Resta 1, 3–8 Oliver Jarvis 2 | SIL NU | FUJ 3 | SHA 3 | BAH 1 | COA 1 | SPA 1 | LMS 1 | BAH 4 |       | 1       | 190    |
| 2021      | 31 | Team WRT                | LMP2  | Robin Frijns Ferdinand Habsburg Charles Milesi                                            | SPA 12 | POR 4 | MNZ 2 | LMN 1 | BAH 1 | BAH 1 |       |       |       | 1       | 151    |

### IMSA SportsCar Championship

#### Pełny Sezon
| Sezon | Nr | Zespół                    | Klasa     | Kierowcy | 1     | 2     | 3      | 4      | 5      | 6     | 7     | 8     | 9     | 10    | Pozycja | Punkty |
| ----- | -- | ------------------------- | --------- | --- | ----- | ----- | ------ | ------ | ------ | ----- | ----- | ----- | ----- | ----- | ------- | ------ |
| 2017  | 85 | JDC-Miller MotorSports    | Prototype | Misha Goikhberg wszystkie Stephen Simpson wszystkie Chris Miller 1–2, 6, 10 Mathias Beche 1                                                           | DAY 5 | SEB 4 | LBH 4  | AUS 4  | BEL 6  | WGL 2 | MOS 2 | ELK 8 | LGA 4 | ATL 6 | 4       | 277    |
| 2018  | 54 | CORE Autosport            | Prototype | Jon Bennett wszystkie Colin Braun wszystkie Romain Dumas 1–2, 6, 10 Loïc Duval 1                                                                      | DAY 3 | SEB 4 | LBH 10 | MOH 13 | BEL 12 | WGL 2 | MOS 1 | ELK 1 | LGA 2 | ATL 7 | 2       | 274    |
| 2019  | 52 | PR1/Mathiasen Motorsports | LMP2      | Matt McMurry wszystkie Gabriel Aubry 1–2, 6, 12 Enzo Guibbert 1 Mark Kvamme1 Anders Fjordbach 2 Eric Lux 4, 6 Dalton Kellett 7, 11–12 Patrick Kelly 9 | DAY 4 | SEB 2 | MOH 1  | WGL 1  | MOS 1  | ELK 1 | LGA 1 | ATL 1 |       |       | 1       | 270    |
| 2020  | 52 | PR1/Mathiasen Motorsports | LMP2      | Simon Trummer 1, 3–7 Patrick Kelly 2–7 Scott Huffaker 4–5, 7 Spencer Pigot 3 Gabriel Aubry 1 Nicholas Boulle 1 Ben Keating 1                          | DAY 2 | SEB 1 | ELK 4  | ATL 1  | ATL 4  | LGA 1 | SEB 1 |       |       |       | 1       | 196    |
| 2021  | 52 | PR1/Mathiasen Motorsports | LMP2      | Mikkel Jensen wszystkie Ben Keating wszystkie Scott Huffaker 1–3, 7 Nicolas Lapierre 1                                                                | DAY 7 | SEB 1 | WGL 2  | WGL 1  | ELK 3  | LGA 1 | ATL 2 |       |       |       | 1       | 2162   |

#### North American Endurance Cup/Michelin Endurance Cup
| Sezon | Nr | Zespół                       | Klasa     | Kierowcy | 1     | 2     | 3     | 4     | Pozycja | Punkty |
| ----- | -- | ---------------------------- | --------- | --- | ----- | ----- | ----- | ----- | ------- | ------ |
| 2017  | 85 | JDC-Miller MotorSports       | Prototype | Misha Goikhberg wszystkie Stephen Simpson wszystkie Chris Miller wszystkie Mathias Beche 1                   | DAY 5 | SEB 4 | WGL 2 | ATL 6 | 7       | 28     |
| 2018  | 54 | CORE Autosport               | Prototype | Jon Bennett wszystkie Colin Braun wszystkie Romain Dumas wszystkie Loïc Duval 1                              | DAY 3 | SEB 4 | WGL 2 | ATL 7 | 6       | 28     |
| 2019  | 38 | Performance Tech Motorsports | LMP2      | Cameron Cassels wszystkie Kyle Masson wszystkie Andrew Evans 2–4 Robert Masson 1 Kris Wright 1               | DAY 2 | SEB 1 | WGL 2 | ATL 2 | 1       | 49     |
| 2020  | 52 | PR1/Mathiasen Motorsports    | LMP2      | Simon Trummer wszystkie Patrick Kelly 2–4 Scott Huffaker 2–4 Gabriel Aubry 1 Nicholas Boulle 1 Ben Keating 1 | DAY 2 | ATL 1 | ATL 4 | SEB 1 | 1       | 55     |
| 2021  | 52 | PR1/Mathiasen Motorsports    | LMP2      | Mikkel Jensen wszystkie Ben Keating wszystkie Scott Huffaker wszystkie Nicolas Lapierre 1                    | DAY 7 | SEB 1 | WGL 2 | ATL 2 | 1       | 45     |

### European Le Mans Series
| Sezon | Nr | Zespół            | Klasa | Kierowcy                                                                                       | 1     | 2     | 3     | 4     | 5      | 6     | Pozycja | Punkty |
| ----- | -- | ----------------- | ----- | ---------------------------------------------------------------------------------------------- | ----- | ----- | ----- | ----- | ------ | ----- | ------- | ------ |
| 2017  | 22 | G-Drive Racing    | LMP2  | Memo Rojas wszystkie Léo Roussel wszystkie Ryō Hirakawa 1–2, 5–6 Nicolas Minassian 3–4         | SIL 2 | MON 1 | RBR 2 | LEC 2 | SPA 2  | POR 4 | 1       | 110    |
| 2018  | 28 | G-Drive Racing    | LMP2  | Andrea Pizzitola wszystkie Roman Rusinow wszystkie Jean-Éric Vergne 2–6 Alexandre Imperatori 1 | LEC 4 | MNZ 1 | RBR 1 | SIL 1 | SPA 12 | POR 4 | 1       | 100.25 |
| 2019  | 28 | IDEC Sport        | LMP2  | Paul-Loup Chatin Paul Lafargue Memo Rojas                                                      | LEC 2 | MNZ 2 | CAT 5 | SIL 1 | SPA 5  | POR 1 | 1       | 105    |
| 2020  | 22 | United Autosports | LMP2  | Filipe Albuquerque Philip Hanson                                                               | LEC 3 | SPA 1 | LEC 1 | MNZ 1 | POR 3  |       | 1       | 109    |
| 2021  | 41 | Team WRT          | LMP2  | Louis Delétraz Robert Kubica Yifei Ye                                                          | CAT 1 | RBR 1 | LEC 5 | MNZ 4 | SPA 1  | POR 2 | 1       | 118    |

### Asian Le Mans Series
| Sezon     | Nr | Zespół                    | Klasa | Kierowcy                                      | 1     | 2     | 3     | 4     | Pozycja | Punkty |
| --------- | -- | ------------------------- | ----- | --------------------------------------------- | ----- | ----- | ----- | ----- | ------- | ------ |
| 2019/2020 | 26 | G-Drive Racing by Algarve | LMP2  | Roman Rusinow James French Leonard Hoogenboom | SHA 1 | BEN 1 | SEP 3 | CHA 2 | 1       | 83     |
| 2021      | 26 | G-Drive Racing            | LMP2  | René Binder Ferdinand Habsburg Yifei Ye       | DUB 1 | DUB 1 | ABU 2 | ABU 4 | 1       | 81     |